# Emulgent

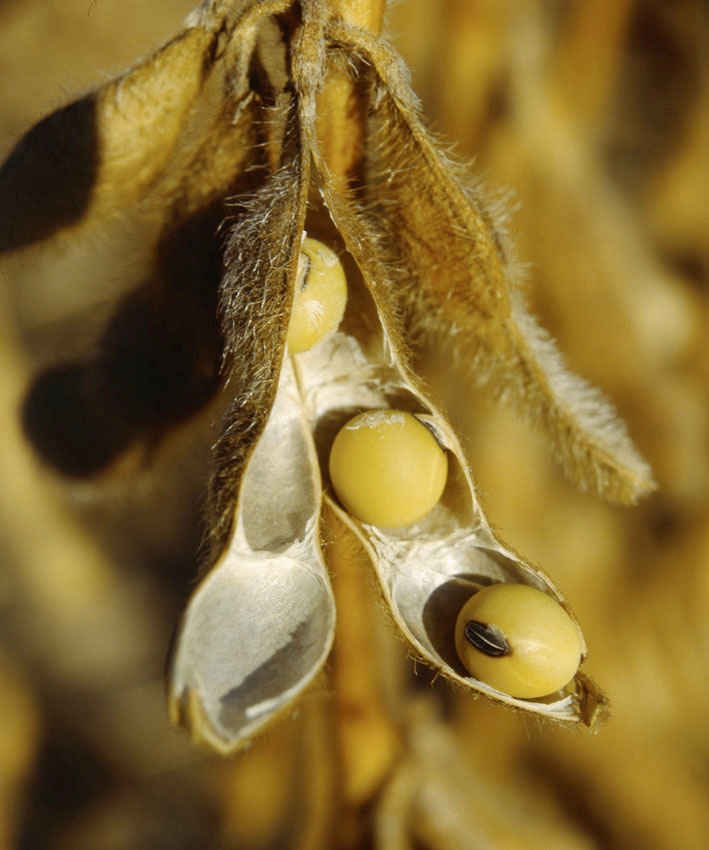
La lecitina que s'extreu de les llavors de la soia és un producte emulgent

Emulgent o emulsionant és un additiu alimentari que permet que es formi una emulsió estable dels ingredients incrementant-ne l'estabilitat cinètica. Els surfactants són un tipus d'emulgents amb activitat en la superfície. En la industria alimentària s'usen alguns com monoglicèrids i diglicèrids d'acids grassos per la producció d'aliments ultraprocessats.
Els mateixos emulgents alimentaris es fan servir en cosmètica però en aquest cas s'anomenen de manera diferent, seguint la Nomenclatura Internacional d'Ingredients Cosmètics (INCI).

## Alguns emulgents naturals
- Lecitina que es troba en el rovell d'ou i per això es forma l'emulsió en la maionesa, i la lecitina de productes vegetals com la soia i molts d'altres
- Mel
- Llavors de mostassa
- Proteïnes de baix pes molecular.

## Emulgents artificials
Els emulgents artificials més comuns utilitzats en la indústria alimentària són: 
- E 432 Monolaurat de polioxietilè
- E 433 Monooleat de polioxietilè
- E 434 Monopalmitat de polioxietilè
- E 435 Monoestearat de polioxietilè
- E 436 Triestearat de polioxietilè
- E 444 Acetat isobutirat de sacarosa